# Wólka Wytycka
Wólka Wytycka – wieś w Polsce położona w województwie lubelskim, w powiecie włodawskim, w gminie Urszulin. Leży 0,5 km na północny wschód od Jeziora Wytyckiego, które jest największe na Pojezierzu Łęczyńsko-Włodawskim.
W latach 1975–1998 miejscowość administracyjnie należała do województwa chełmskiego.
Wieś jest sołectwem w gminy Urszulin. Według Narodowego Spisu Powszechnego z roku 2011 wieś liczyła 90 mieszkańców.
Wierni kościoła rzymskokatolickiego należą do parafii św. Andrzeja Boboli w Wytycznie.